# Langanesbyggð
Langanesbyggð é um município da Islândia. Em 2021 tinha uma população estimada em 504 habitantes.